# Toy Story - Il mondo dei giocattoli
Toy Story - Il mondo dei giocattoli (Toy Story) è un film d'animazione del 1995 diretto da John Lasseter; prodotto da Pixar Animation Studios e distribuito da Buena Vista International.
Basato su una idea originale di Lasseter, Pete Docter, Andrew Stanton e Joe Ranft, la sceneggiatura è stata scritta da Stanton stesso, Joss Whedon, Joel Cohen e Alec Sokolow. È il primo lungometraggio d'animazione Pixar, nonché primo film d'animazione di sempre realizzato completamente in CGI, il che fece guadagnare a Lasseter un Oscar Special Achievement Award nel 1996. Il cast vocale è composto da Tom Hanks, Tim Allen, Annie Potts, Don Rickles, Wallace Shawn, John Ratzenberger e Jim Varney.
Toy Story è uscito nelle sale del Nord America il 22 novembre 1995 e ha incassato oltre 373 milioni di dollari in tutto il mondo, diventando il secondo film con il maggior incasso del 1995, dietro Die Hard - Duri a morire. Ha anche ricevuto il plauso della critica e detiene un raro punteggio di approvazione del 100% su Rotten Tomatoes. È stato elogiato per l'innovazione tecnica dell'animazione 3D, l'arguzia e la raffinatezza tematica della sceneggiatura, della colonna sonora e delle esibizioni vocali (in particolare Hanks e Allen); è considerato da molti uno dei migliori film d'animazione mai realizzati. La pellicola ha dato vita all'omonimo franchise, oltre che essere uno dei film di maggior successo mondiale.
Oltre alla sovraccitata vittoria dell'Oscar Speciale, venne candidato ai 68° Premi Oscar per la miglior sceneggiatura originale, per la miglior colonna sonora e per la miglior canzone (You've Got A Friend In Me, composta da Randy Newman), venendo curiosamente battuto in quest'ultime due categorie dall'altro film Disney del 1995, Pocahontas.
Nel 2005 è stato scelto per la conservazione nel National Film Registry della Biblioteca del Congresso degli Stati Uniti, il New York Times l'ha inserito nella sua lista dei 1000 migliori film di sempre e l'American Film Institute l'ha inserito in due liste: al novantanovesimo posto della classifica aggiornata dei cento migliori film statunitensi di tutti i tempi e al sesto posto nella lista dei film d'animazione nella AFI's 10 Top 10.

## Trama
Un gruppo di giocattoli senzienti, che fingono di essere senza vita quando ci sono umani nei paraggi, si stanno preparando a trasferirsi in una nuova casa con il loro giovane proprietario Andy Davis, la sua sorellina Molly e la loro madre single. 
Dopo aver appreso che la festa di compleanno di Andy è stata inaspettatamente anticipata, diversi giocattoli, tra cui Mr. Potato, Slinky Dog, Rex, Hamm e Bo Peep, iniziano a temere che Andy possa ricevere qualcosa che li sostituisca, quindi lo sceriffo Woody, giocattolo preferito di Andy e il loro leader de facto, invia il Sergente e i suoi soldatini verdi a spiare la festa di compleanno di Andy con un baby monitor. Tutto fila liscio almeno fino a che Andy riceve un'action figure di Buzz Lightyear, che crede di essere un vero Space Ranger e non sa di essere in realtà un giocattolo: ciononostante, Buzz impressiona gli altri con le sue caratteristiche high-tech e diventa il nuovo giocattolo preferito di Andy, provocando la gelosia di Woody.
Due giorni prima del trasloco, la famiglia di Andy organizza una cena al Pizza Planet. Per assicurarsi che Andy porti con sé lui e non Buzz, Woody cerca di buttare Buzz dietro la scrivania con RC, la macchina radiocomandata. Tuttavia, Buzz viene accidentalmente buttato fuori dalla finestra della camera da letto, e la maggior parte degli altri giocattoli crede che Woody lo abbia fatto di proposito. Andy porta Woody con sé, ma Buzz riesce a salire in macchina e lo affronta furiosamente. Durante il litigio i due cadono dalla macchina e vengono lasciati indietro; dopo un ulteriore litigio, prendono un passaggio per il ristorante su un camioncino delle consegne proprio del Pizza Planet. Al fast food, Buzz scambia un claw crane pieno di alieni giocattolo per un razzo e ci entra, inseguito da Woody. I due vengono notati da Sid Phillips, il sadico bambino vicino di casa di Andy, che riesce a prenderli e li porta a casa sua, dove incontrano il suo bull terrier Scud e i suoi giocattoli "mutanti", realizzati con parti di giocattoli che ha distrutto.
Buzz, dopo aver visto uno spot televisivo che lo pubblicizza, si rende conto di essere un giocattolo e ha una crisi esistenziale, tenta di volare ma cade e si rompe un braccio. Dopo che i giocattoli di Sid aggiustano Buzz, Sid lo lega a un razzo pirotecnico, progettando di farlo saltare in aria il giorno dopo. Durante la notte, Woody aiuta Buzz a capire che il suo scopo è rendere felice Andy, ripristinando la determinazione di Buzz. Sid porta Buzz fuori per farlo saltare in aria, ma mentre il ragazzino sta per accendere il razzo, Woody si anima e inizia e parlare, seguito dagli altri giocattoli, che minacciano e avvertono Sid che, se da quel momento non smetterà di maltrattare giocattoli, loro lo sapranno in quanto vedono tutto; il bambino fugge in preda al terrore.
Buzz e Woody fuggono dall'abitazione di Sid giusto in tempo per vedere Andy partire verso la sua nuova casa, ma nel far ciò vengono inseguiti da Scud: Buzz decide di tenere impegnato il cane mentre Woody, riunitosi coi giocattoli, utilizza RC per recuperare Buzz. Gli altri giocattoli, credendo che Woody voglia liberarsi di un altro di loro, lo lanciano fuori dal camion per poi ricredersi vedendo lo stesso Woody arrivare a tutta velocità con Buzz sopra RC, e si sentono in colpa di averlo fatto. I due giocattoli, aiutati da Slinky, cercano di raggiungere il gruppo ma invano: RC si scarica e Woody e Buzz rimangono a piedi. A Woody però viene in mente di sfruttare il razzo ancora attaccato alla schiena di Buzz, così i due partono a tutta velocità e riescono a raggiungere l'automobile dei Davis, poi andranno d'accordo d'ora in avanti, e gli altri giocattoli si riconciliano con lo sceriffo per l'intero equivoco.
Quello stesso Natale, nella nuova casa, Buzz, Woody e tutti gli altri giocattoli si godono la festività, molto più ottimisti riguardo ai nuovi giocattoli che Andy potrebbe ricevere. Anche questa volta la pattuglia di soldatini viene mandata in ricognizione per indagare al riguardo: i regali si rivelano essere Mrs. Potato, la versione femminile e moglie di Mr. Potato, e un cucciolo di cane.

## Personaggi

### Giocattoli
- Woody (doppiato da Tom Hanks in inglese e da Fabrizio Frizzi in italiano) – È il protagonista del film. È il pupazzo di uno sceriffo in vecchio stile. Inizialmente è giocattolo preferito di Andy, motivo per cui ha una posizione speciale sul letto, e di leader di tutti i giocattoli. Diventa molto geloso quando Andy riceve Buzz in regalo e comincia a preferirlo a lui, ma poi i due giocattoli diventeranno migliori amici.
- Buzz Lightyear (doppiato da Tim Allen in inglese e da Massimo Dapporto in italiano) – Il deuteragonista del film, è un giocattolo raffigurante un astronauta, altamente tecnologico e pieno di accessori, come voce elettronica, ali a scomparsa a molla e finto laser integrato nel braccio. Buzz è un regalo per il compleanno di Andy e diventerà da quel momento in poi il suo giocattolo preferito, scalzando Woody dal ruolo che ricopriva da anni; tuttavia non prenderà mai sul serio quel primato, consapevole che esso spetterà sempre a Woody. Inizialmente lo Space Ranger e lo sceriffo sono rivali ma, dopo essere sfuggiti al perfido vicino di casa e torturatore di giocattoli Sid e dopo avere scoperto l'uno le qualità dell'altro, diventeranno migliori amici.
- Mr. Potato (doppiato da Don Rickles in inglese e da Angelo Nicotra in italiano) – Un pupazzo di Mr. Potato Head prodotto dalla società Hasbro. È una testa a forma di patata da cui si possono staccare tutti i componenti della faccia (occhi, naso, orecchie e così via). È diventato un giocattolo di Andy dopo essere stato un set decorativo per verdure. Ha un carattere scontroso e scorbutico e si mostra particolarmente freddo nei confronti di Woody, soprattutto quando arriva Buzz, tanto che, quando Woody fa involontariamente cadere Buzz dalla finestra, è proprio lui il primo ad accusarlo di avere voluto eliminare lo Space Ranger. Si addolcirà con l'arrivo della moglie Mrs. Potato.
- Rex (doppiato da Wallace Shawn in inglese e da Carlo Valli in italiano) – Un dinosauro giocattolo verde prodotto da una consociata della società Mattel. Soffre di ansia ed è sempre preoccupato di non essere abbastanza spaventoso, come un vero dinosauro. Dopo l'incidente in cui Woody scaglia involontariamente Buzz giù dalla finestra, la sua fiducia per il cowboy inizia a vacillare, ma verso la fine del film la ritrova.
- Slinky Dog (doppiato da Jim Varney in inglese e da Piero Tiberi in italiano) – Un cane bassotto con una molla al posto del busto, così fedele a Woody che, come Bo Peep, non gli si rivolta contro quando, senza volerlo, fa cadere Buzz giù dalla finestra della camera di Andy.
- Hamm (doppiato da John Ratzenberger in inglese e da Renato Cecchetto in italiano) – Un salvadanaio a forma tipicamente di porcellino. Come alcuni giocattoli del film, dopo l'episodio della finestra la sua fiducia per Woody vacilla, ma la recupererà verso la fine del film. Caratterialmente è burbero quasi quanto Mr.Potato.
- Bo Peep (doppiata da Annie Potts in inglese e da Cinzia De Carolis in italiano) – La bambola di una pastorella, grande amore di Woody, ricambiato da lei nell'epilogo del film. Caratterialmente gentile, cerca sempre di tirare su il morale a Woody, che comincia a sentirsi trascurato dopo l'arrivo di Buzz, e quando lo sceriffo fa cadere per sbaglio lo Space Ranger dalla finestra, non gli si rivolta contro come gli altri giocattoli.
- Sergente (doppiato da Ronald Lee Ermey in inglese e da Andrea Ward in italiano) – Il comandante di un esercito di soldatini di plastica.

### Umani
- Andy Davis (doppiato da John Charles Morris in inglese e da Lorenzo De Angelis in italiano) – È un bambino allegro e vispo, di circa 8 anni, proprietario di tutti i giocattoli, a cui è molto affezionato. All'inizio aveva una predilezione per Woody, ma quando riceve Buzz Lightyear come regalo preferirà lui; in seguito, Woody e Buzz diventeranno entrambi i suoi giocattoli preferiti.
- Molly Davis – La sorella neonata di Andy. Si diverte a giocare con Mr. Potato (il quale, quando Andy gli fa ricoprire il ruolo di un ladro nei suoi giochi, viene messo "in prigione" nel lettino di Molly) togliendogli tutti i componenti della sua faccia e percuotendolo.
- Signora Davis (doppiata da Laurie Metcalf in inglese e da Pinella Dragani in italiano) – È la madre di Andy e di Molly.
- Sid Phillips (doppiato da Erik von Detten in inglese e da Laura Lenghi in italiano) – È l'antagonista principale del film. Vicino di casa di Andy e più o meno suo coetaneo, è un ragazzino dal carattere sadico e crudele che adora torturare giocattoli per puro divertimento, modificandoli, distruggendoli e smontandoli e rimontandoli con sembianze raccapriccianti. Indossa sempre una maglia nera con l'immagine di un teschio e si sposta spesso usando uno skateboard. Vuole distruggere Buzz con un razzo, ma quando i suoi giocattoli, guidati da Woody, prendono vita per vendicarsi dei suoi maltrattamenti, con il cowboy che gli grida di "rigare dritto", rendendolo di fatto l'unico personaggio umano a riuscire a vedere i giocattoli che parlano e si muovono, si spaventa così tanto che scappa e si rifugia nella sua stanza quando sua sorella, per un'apparente casualità, lo invita a giocare con lei e la sua bambola.
- Hannah Phillips (doppiata da Sarah Freeman in inglese e da Gemma Donati in italiano) – È la sorella minore di Sid. A differenza del fratello, con il quale forma uno strano contrasto, è buona e dolce e tratta molto bene i suoi giocattoli, i quali spesso vengono anch'essi presi da Sid per essere torturati e rotti. Alla fine, vedendo Sid terrorizzato dopo aver visto i giocattoli parlare e muoversi, senza sapere cosa gli è appena successo, gli mostra la sua bambola Sally e lo fa scappare via urlando.

## Produzione

### Origini
John Lasseter, animatore presso i Walt Disney Feature Animation, venne contattato nel 1986 da Steve Jobs, il quale aveva acquistato da poco una divisione artistica della LucasFilm (da lui stesso ribattezzata in seguito Pixar) e che era alla ricerca di nuovi membri per dare vita allo studio d'animazione. Lasseter, consapevole dell'enorme potenziale dell'animazione in CGI, scrisse e diresse il cortometraggio Tin Toy (realizzato con tale tecnologia), premiato con l'Oscar. Ciò gli permise di mettersi al lavoro in un lungometraggio pensato interamente in CGI con un budget adeguato.

### Sceneggiatura
Insieme ai suoi amici/collaboratori Pete Docter, Andrew Stanton e Joe Ranft scrisse il soggetto del nuovo film, supervisionato dalla Disney che si sarebbe occupata di distribuirlo. In seguito vennero contattati Joss Whedon, Alec Sokolow e Joel Cohen per scrivere la sceneggiatura insieme a Stanton. Vennero aggiunti nuovi personaggi, come il dinosauro Rex, e ci fu un drastico cambiamento di enfasi, rendendo lo sceriffo Woody il protagonista, insieme a Buzz Lightyear, mentre all'inizio avrebbe dovuto essere l'antagonista. Prima di essere chiamato "Buzz Lightyear" - un'allusione a Buzz Aldrin - ottenne altri nomi come "Lunar Larry" e "Tempues from Morph". Alcuni cambiamenti fatti in questo periodo includono la crisi esistenziale di Buzz e una personalità più "saggia e protettiva".

### Animazione
Toy Story è stato completato con un budget di $ 30 milioni e un team di 110 dipendenti. Il regista ha parlato delle sfide dell'animazione al computer nel film: "Dovevamo rendere tutto più organico. Ogni filo d'erba doveva essere creato da zero. Abbiamo anche deciso di dare a quell'universo un senso di realismo. Pertanto, le porte sembrano sbattute e i pavimenti sembrano consumati". Il processo di animazione era basato sugli storyboard creati da Ralph Eggleston e da un gruppo di animatori sotto la sua responsabilità e digitalizzati con l'aiuto del programma Avid Media Composer. In media, sono state impiegate tre ore per completare ciascuna delle 1.560 riprese che compongono l'edizione definitiva del lungometraggio, realizzata attraverso l'utilizzo di 400 modelli matematici al computer. Secondo Lasseter: "Nell'animazione al computer è facile far muovere le cose, ma alla fine il lavoro meticoloso è ciò che lo fa sembrare reale".

## Distribuzione

### Data di uscita
Venne proiettato in anteprima mondiale il 19 novembre 1995 a Los Angeles. Uscì nelle sale cinematografiche degli Stati Uniti d'America il 22 novembre 1995, mentre in Italia il 22 marzo 1996.

### Edizioni home video
In Italia il film è uscito in VHS il 6 novembre 1996 e in DVD il 25 ottobre 2000.

### Edizione italiana
Il doppiaggio italiano del film è stato eseguito dalla Cast Doppiaggio presso la Sefit-CDC e diretto da Carlo Valli, anche autore dei dialoghi. I testi delle canzoni, interpretate da Riccardo Cocciante (accompagnato da Fabrizio Frizzi nella versione dei titoli di coda di Un amico in me), sono di Michele Centonze.

## Accoglienza

### Incassi
Alla sua uscita il 22 novembre 1995, Toy Story è riuscito a incassare più di 394,4 milioni di dollari in tutto il mondo.
Ai suoi primi cinque giorni di uscita in patria (nel fine settimana del Ringraziamento) ha guadagnato $ 39,1 milioni. Il film si è piazzato al primo posto al botteghino del fine settimana con $ 29,1 milioni e ha mantenuto la posizione numero uno al botteghino nazionale per i due fine settimana successivi. Toy Story è diventato il film con l'incasso più alto nel Nord America del 1995, battendo Batman Forever, Apollo 13 (interpretato anche da Tom Hanks), Pocahontas, Casper, Waterworld e GoldenEye. Al momento della sua uscita, era il terzo film d'animazione con il maggior incasso di tutti i tempi, dopo Il re leone (1994) e Aladdin (1992). Toy Story è diventato il secondo film con il maggior incasso del 1995, a soli 3 milioni di dollari dietro Die Hard - Duri a morire. Il film ha avuto un incasso lordo di $ 192,5 milioni negli Stati Uniti e in Canada e $ 181,8 milioni nei mercati internazionali dalla sua uscita originale nel 1995 e due riedizioni per un totale di $ 374,4 milioni in tutto il mondo.

### Critica
Giudicato universalmente in maniera estremamente positiva dalla critica specializzata, Toy Story ha un indice di gradimento del 100% basato su 92 recensioni professionali sul sito web Rotten Tomatoes, con una valutazione media di 9/10. Il suo consenso critico recita: "Divertente in quanto innovativo, Toy Story - Il mondo dei giocattoli ha rinvigorito l'animazione mentre annunciava l'arrivo della Pixar come una forza adatta alle famiglie da non sottovalutare". Metacritic (che utilizza una media ponderata) ha assegnato a Toy Story un punteggio di 95 su 100 basato su 26 critici, indicando "un plauso universale". Il pubblico intervistato da CinemaScore ha assegnato al film un voto medio "A" su una scala da A+ a F.
Particolare elogio è stato offerto per l'animazione 3D del film. Leonard Klady di Variety ha elogiato la sua "tecnica sbalorditiva e l'aspetto insolito" e ha affermato che "la telecamera gira e zooma in modo vertiginoso che toglie il fiato". Roger Ebert del Chicago Sun-Times ha paragonato l'animazione con quella de Chi ha incastrato Roger Rabbit, dicendo che "entrambi i film smontano l'universo delle immagini cinematografiche e lo rimettono insieme, permettendoci di vedere in un modo nuovo". A causa dell'animazione creativa del film, Richard Corliss di Time ha affermato che era "la commedia più creativa dell'anno".
Anche il cast vocale è stato elogiato da vari critici. Susan Wloszczyna di USA Today ha approvato la selezione di Tom Hanks e Tim Allen per i ruoli principali. Kenneth Turan del Los Angeles Times ha dichiarato che "A partire da Tom Hanks, che porta un peso e una credibilità inestimabili a Woody, Toy Story è uno dei film d'animazione con la migliore voce in memoria, con tutti gli attori ... che fanno le loro presenze fortemente sentite".
Diversi critici hanno anche riconosciuto la capacità del film di attrarre vari gruppi di età. Owen Gleiberman di Entertainment Weekly ha scritto "Ha la purezza, l'estatica libera dell'immaginazione, questo è il segno distintivo dei più grandi film per bambini. Ha anche quel tipo di scherzo allusivo caricato a molla che, a volte, solleticano gli adulti ancor più di quanto non facciano i bambini".
Nel 1995, Toy Story si è classificato all'ottavo posto nella lista dei "10 migliori film del 1995" di Time. Nel 2011, Time lo ha nominato uno dei "25 migliori film d'animazione di tutti i tempi". Si colloca anche al numero 99 nell'elenco della rivista Empire dei "500 migliori film di tutti i tempi" e come "film d'animazione con il punteggio più alto".
Nel 2003, la Online Film Critics Society ha classificato il film come il più grande film d'animazione di tutti i tempi. Nel 2007, la Visual Effects Society ha nominato il film 22° nella sua lista dei "50 film con effetti visivi più influenti di tutti i tempi". Il film è classificato al 99º posto nell'elenco dell'American Film Institute dei "100 più grandi film americani di tutti i tempi".
 Era uno degli unici due film d'animazione in quella lista, l'altro era Biancaneve e i sette nani (1937). È stato anche il sesto migliore nel genere di animazione nella Top 10 dell'American film Institute.
In anni più recenti, il regista Terry Gilliam ha elogiato il film come "un'opera geniale. Ha permesso alle persone di capire di cosa trattano i giocattoli. Sono fedeli al proprio personaggio. Ed è semplicemente fantastico. Ha una ripresa che è sempre bloccata con me quando Buzz Lightyear scopre di essere un giocattolo. È seduto su questo pianerottolo in cima alle scale, l'inquadratura si ritrae e lui è una piccola figura minuscola. Due secondi prima era questo ragazzo con un enorme ego... ed è sbalorditivo. Lo metterei come uno dei miei primi dieci film, punto".

## Riconoscimenti
- 1996 – Premio Oscar
  - Oscar Speciale a John Lasseter (Per il primo lungometraggio interamente animato al computer)
  - Candidatura - Migliore sceneggiatura originale a Joss Whedon, Andrew Stanton, Joel Cohen, Alec Sokolow, John Lasseter, Pete Docter e Joe Ranft
  - Candidatura - Miglior colonna sonora a Randy Newman
  - Candidatura - Miglior canzone (You've Got a Friend in Me) a Randy Newman
- 1996 – Golden Globe
  - Candidatura - Miglior film commedia o musicale
  - Candidatura - Miglior canzone (You've Got a Friend in Me) a Randy Newman
- 1997 – Premio BAFTA
  - Candidatura - Migliori effetti speciali a Eben Ostby e William Reeves
- 1996 - Saturn Award
  - Candidatura - Miglior film fantasy
  - Candidatura - Migliore sceneggiatura a Joss Whedon, Andrew Stanton e Joel Cohen, Alec Sokolow
- 1996 – Kansas City Film Critics Circle Award
  - Miglior film d'animazione
- 1995 – Chicago Film Critics Association Award
  - Miglior colonna sonora a Randy Newman
- 1995 - Los Angeles Film Critics Association Award
  - Miglior film d'animazione a John Lasseter
- 1996 – MTV Movie Award
  - Candidatura - Miglior coppia a Tim Allen e Tom Hanks
- 1996 – Golden Reel Award
  - Miglior montaggio sonoro in un film d'animazione

- 1996 – ASCAP Award
  - Top Box Office Films a Randy Newman
- 1996 – Annie Award
  - Miglior film d'animazione
  - Miglior regia a John Lasseter
  - Miglior sceneggiatura a Andrew Stanton, Joss Whedon, Joel Cohen e Alec Sokolow
  - Miglior animazione a Pete Docter
  - Miglior colonna sonora a Randy Newman
  - Miglior produzione a Bonnie Arnold e Ralph Guggenheim
  - Miglior scenografia a Ralph Eggleston
  - Miglior tecnologia
  - Candidatura - Miglior doppiaggio a Tom Hanks
- 1996 – Premio Hugo
  - Candidatura - Miglior rappresentazione drammatica
- 1996 – Kids' Choice Awards
  - Candidatura - Miglior film
- 1996 – PGA Award
  - Premio speciale a Bonnie Arnold e Ralph Guggenheim
- 1996 – Sci-Fi Universe Magazine
  - Miglior film fantasy
- 1996 – Young Artist Award
  - Miglior film commedia o musicale per la famiglia
  - Miglior voce fuori campo a Sarah Freeman

## Altri media

### Videogame
Esistono tre videogiochi basati sul film, per le console Sega Mega Drive, Super Nintendo, Game Boy, PlayStation e per il sistema operativo Microsoft Windows. Inoltre, come avviene in molti altri film Disney, anche da questo film è stato tratto un Libro animato interattivo per Microsoft Windows.

### Sistemi operativi Linux
La distro del sistema operativo GNU/Linux Debian basa i nomi delle proprie versioni sui nomi dei personaggi di Toy Story. La prima versione, Buzz, venne distribuita il 17 giugno 1996. La decisione di utilizzare tali nomi venne presa da Bruce Perens che, all'epoca, era il Debian Project Leader e stava contemporaneamente lavorando alla Pixar.

## Sequel
È il primo film della serie di Toy Story e ha dato origine a tre sequel, Toy Story 2 - Woody e Buzz alla riscossa nel 1999, Toy Story 3 - La grande fuga nel 2010, e Toy Story 4 nel 2019, oltre a diversi special televisivi e cortometraggi. Un quinto film, chiamato Toy Story 5, è stato annunciato nel febbraio 2023 ed è attualmente in lavorazione.
È stato inoltre realizzato un film basato sul personaggio di Buzz Lightyear, intitolato Buzz Lightyear da Comando Stellare - Si parte! (2000), episodio pilota della serie televisiva d'animazione Buzz Lightyear da Comando Stellare (2000-2001).
Il 10 dicembre 2020, Disney e Pixar hanno annunciato il film Lightyear - La vera storia di Buzz, un film sulle immaginarie origini dell'umano che ha ispirato la linea di giocattoli di Buzz Lightyear. Il film è uscito il 17 giugno 2022.

## Serie televisiva
Dopo l'uscita del film a episodio pilota in tre parti del 2000, è stata realizzata una serie televisiva d'animazione sul personaggio di Buzz Lightyear, intitolata Buzz Lightyear da Comando Stellare (2000-2001).